# 田中美咲 (起業家)
田中 美咲（たなか みさき、Misaki Tanaka、1988年8月26日 - ）は、日本の社会起業家・ソーシャルデザイナーである。一般社団法人防災ガール代表理事(2020年3月11日有機的解散)。社会課題に特化したPR・企画会社morning after cutting my hair, Inc.創設・代表取締役。同時に、インクルーシブファッションのスタートアップSOLIT,Inc.創業。書籍「非常識なやさしさをまとう」を執筆。

## 経歴

### 学歴・職歴
奈良県奈良市生まれ、神奈川県横浜市育ち。山手学院中学校・高等学校を経て、2011年に立命館大学産業社会学部を卒業後、株式会社サイバーエージェントに入社。東日本大震災をきっかけとして情報による復興支援を行う公益社団法人（現一般社団法人）助けあいジャパンに転職、福島県における県外避難者向けの情報支援事業を責任担当。2013年8月に「防災をアップデートする」をモットーに「防災ガール」を設立。2015年3月に同団体を一般社団法人化。2016年より津波防災の新しい合図であるオレンジフラッグを全国に広める「#beORANGE」を日本財団と共催にて立ち上げ。2018年2月より社会課題解決に特化したPR会社である株式会社morning after cutting my hair創設、代表取締役。2020年9月より、「オール・インクルーシブ経済圏」を実現すべくSOLIT株式会社を創設、代表取締役。
TED Talksにて「私たちの組織の終わり方」をプレゼンテーション、また２度目のTED Talks「社会課題を解決するクリエイティブ・共に問うデザイン」も発表。
The International Design Club (IDC)会員

### 政府委員等
- 2017年 東京防災「女性視点の防災ブック」編集・検討委員
- 2018年 滋賀県産業振興審議会 委員

### 受賞・採択歴
- 2014年 ソーシャルスタートアップアクセラレイト プログラム「SUSANOO」1期生に採択
- 2015年 世界防災ジュニア会議にて優秀賞受賞
- 2015年 ロハスデザイン大賞 2015 最終ノミネート
- 2016年 Unreasonable labs Japan 採択、優勝
- 2017年 PR Award Asia 2017 ノミネート
- 2017年 IPRA Golden World Awards 環境部門 最優秀賞
- 2017年 In2 SABRE Awards Asia-Pacific BRANDING AND IDENTITY  受賞
- 2018年 Sparknewsが選ぶ世界の女性社会起業家22名に日本人唯一選出
- 2018年 WOMEN IN BUSINESSES FOR GOOD Winner in Facebook competition
- 2018年 第32回 人間力大賞 経済大臣奨励賞 受賞
- 2018年 Forbes japan ９月号「地球で輝く女性100人」
- 2018年 Forbes japan 8月号「新しいイノベーション日本の担い手99選」
- 2021年 Social Change Makers #4に採択・優勝
- 2021年 IAUD国際デザイン賞 2021 ファッション部門 銀賞
- 2021年 「crQlr Awards」Showing Perspective of Co-creation Prize受賞
- 2022年 iF DESIGN AWARD プロダクトデザイン部門 GOLD受賞
- 2022年 A' DESIGN AWARD ソーシャルデザイン部門 BRONZE受賞
- 2023年 BEYOND MILLENNIALS / BUSINESS INSIDER JAPAN Winner

## 出版
- 非常識なやさしさをまとう―人とともにデザインし、障がいを超える―（叢書クロニック） 単行本 – 2024/7/10
- A' Design Award - Award Winning Communication Design Yearbook 2022 (DesignerPress, Italy, 49/C, ISBN 978-88-97977-52-0)
- Contributor to: Mitterfellner, U. (Ed.). (2024). *Fashion Marketing and Communications: Theory and Practice Across the Fashion Industry*. Routledge.

## 出演

### テレビ
- フジテレビ「フューチャーランナーズ」（2022年3月30日）
- BS朝日「緑のコトノハ」（2018年12月17-21日）
- フジテレビ「めざましどようび」（2018年3月10日）
- Fresh Faces 〜アタラシイヒト〜 （2017年5月6日）
- NHK 「経済フロントライン」（2017年3月11日）
- フジテレビ 「ホウドウキョク」（2017年3月8日）
- テレビ東京 「モーニングチャージ!」（2017年2月13日）
- NHK 「おはよう日本」（2016年12月5日）
- TBS 「NEWS23」災害×IT（2016年3月1日）

### 雑誌
- BAILA （2021/12）
- ELLE JAPON  (2019/2)

### 海外メディア
- VOGUE MEXICO / ITALIA（2024年5月23日）
- CNN「Japan’s ‘Bosai Girls’ bring fashion to disaster relief」 (2018/4/24)
- Japan times（2015年8月2日）

### メディア
- CNN「Japan’s ‘Bosai Girls’ bring fashion to disaster relief」 (2018/4/24)
- Japan times（2015年8月2日）